# Alchemilla fissimima
Alchemilla fissimima é uma espécie de rosácea do gênero Alchemilla, pertencente à família Rosaceae.